# Memorando de Wye River

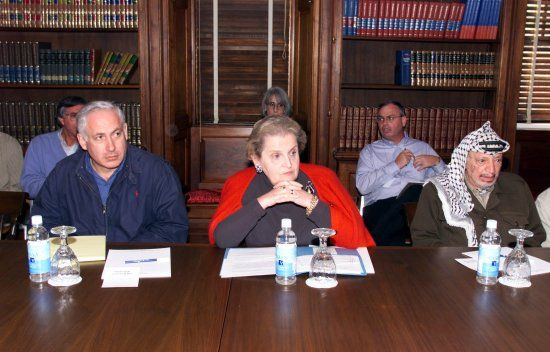
El primer ministro israelí, Benjamin Netanyahu (izquierda), la Secretaria de Estado de los Estados Unidos, Madeleine Albright (centro), y el Presidente de la Autoridad Nacional Palestina, Yasser Arafat, en el Memorando de Wye River, en octubre de 1998.

El memorando de Wye River fue un acuerdo negociado entre Israel y la Autoridad Nacional Palestina en una cumbre celebrada en Wye River, Maryland, Estados Unidos, que tuvo lugar entre el 15 y el 23 de octubre de 1998. El memorando pretendía reanudar la implementación del Acuerdo Interino de 1995 sobre Cisjordania y la Franja de Gaza (también conocido como Acuerdo de Oslo II) y otros acuerdos relacionados. Tras unas negociaciones dirigidas por el presidente estadounidense Bill Clinton, el memorando fue firmado en la Casa Blanca por Benjamin Netanyahu y Yasser Arafat el 23 de octubre de 1998. El 17 de noviembre de 1998, los 120 miembros del parlamento de Israel, la Knéset, aprobaron el memorando con una votación de 75 votos a favor frente a 19 votos en contra. El memorando debía entrar en vigor el 2 de noviembre de 1998, diez días después de su firma.
El 18 de diciembre de 1998, la administración Clinton y la Unión Europea declararon su satisfacción por la implementación de la primera fase del memorando por ambas partes. Israel, sin embargo, solo había implementado la fase 1 del redespliegue adicional (RDA), lo que significaba que solo se había retirado del 2% del Área C en vez del 13% requerido. Ambos bandos se acusaron mutuamente de no cumplir con su parte del memorando de Wye River y el resto de su implementación no llegó nunca a realizarse.

## Cumbre
La cumbre había sido negociada por los Estados Unidos en el Aspen Institute Wye River Conference Centers cerca de Wye Mills, Maryland. El presidente de los Estados Unidos, Bill Clinton, inauguró la cumbre en el Centro de Conferencias Wye River el 15 de octubre y regresó al menos seis veces más a este lugar para presionar a Netanyahu y Arafat y conseguir que alcanzasen un acuerdo. La delegación israelí incluía al primer ministro Benjamin Netanyahu, al ministro de Asuntos Exteriores Ariel Sharon, al ministro de Defensa Yitzhak Mordechai y al ministro de Comercio e Industria Natan Sharanski. En un impulso final para lograr que Netanyahu y Arafat superaran los obstáculos restantes, Clinton invitó a unirse a las negociaciones al rey Huséin I de Jordania, que había desempeñado un importante papel en el pasado a la hora de aliviar las tensiones entre ambos dirigentes.
El acuerdo casi fracasa el último día de las negociaciones. El primer ministro israelí, Benjamin Netanyahu, había pedido al presidente Bill Clinton que liberase a Jonathan Pollard, un oficial de inteligencia naval estadounidense que cumplía cadena perpetua desde 1985 por haber espiado y proporcionado información clasificada a Israel. Estalló entonces una acalorada discusión en la que Netanyahu afirmaba que Clinton le había prometido liberar a Pollard, mientras que Clinton defendía que solo se había comprometido a "revisar" el caso. Algunas informaciones indicaron que el entonces director de la CIA, George Tenet, había amenazado con dimitir si se liberaba a Pollard.
Netanyahu y Arafat firmaron finalmente el acuerdo en la Casa Blanca y el presidente Clinton desempeñó el papel de testigo oficial.

## Contexto

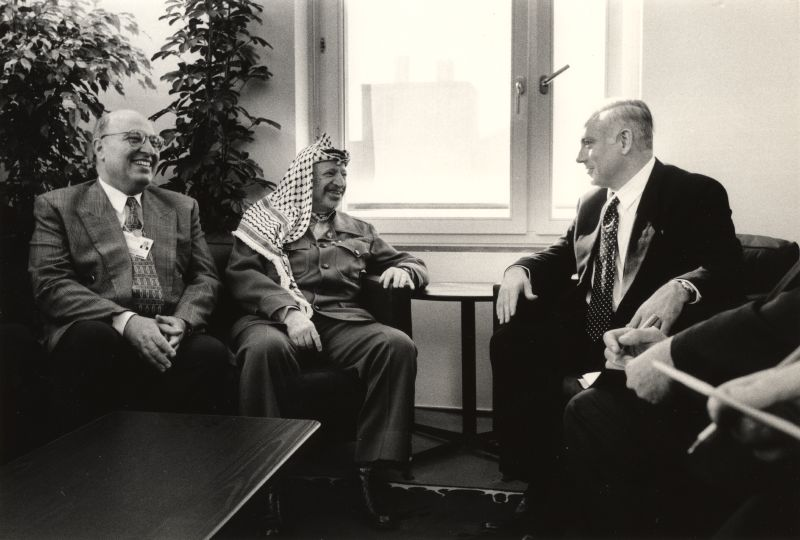
El presidente de la Autoridad Nacional Palestina Yasir Arafat se reunió con el primer ministro israelí Benjamin Netanyahu en Davos en 1997.

Israel y la Autoridad Nacional Palestina firmaron una serie de acuerdos y protocolos para la implementación del Acuerdo de Oslo II y para facilitar la retirada israelí de determinadas partes de Cisjordania. Estos documentos contenían las responsabilidades recíprocas de cada una de las partes, incluidas las relativas a nuevos despliegues y a aspectos relativos a la seguridad.
En 1994 se firmó el "Acuerdo sobre la Transferencia Preparatoria de Poderes y Responsabilidades entre Israel y la OLP". Le siguió en 1995 el "Protocolo sobre Transferencias Adicionales de Poderes y Responsabilidades". El Protocolo de Hebrón de 1997 establecía la retirada israelí del 80% de la ciudad de Hebrón y su división en dos zonas, una palestina y otra israelí.

## Redespliegues
Los Redespliegues Adicionales (RDA) establecidos en el Memorando de Wye River hacen referencia a las tres fases abordadas en el Apéndice 1 del Anexo I del Acuerdo de Oslo II, que seguirían a una anterior retirada de las áreas pobladas de Cisjordania. Solo se especifican las fases 1 y 2. La fase 3 se delegó a un "Tercer Comité de Redistribución Adicional" que debería reunirse con posterioridad.

### Fases 1 y 2 de los redespliegues adicionales
Las fases 1 y 2, no especificadas en el Acuerdo de Oslo II, suponían la transferencia a los palestinos del 13% del Área C (en concreto, un 1% al Área B y un 12% al Área A) y el traspaso del 14,2% del territorio del Área B al Área A. El redespliegue se dividió en tres etapas con un calendario específico:
- Etapa 1 (noviembre de 1998): el 2% del Área C pasa a considerarse Área B; el 7,1% del Área B pasa a ser Área A.
- Etapa 2 (diciembre de 1998): el 5% del Área C pasa a ser Área B.
- Etapa 3 (enero de 1999): el 5% del Área C pasa a formar parte del Área B; el 1% del Área C se convierte en Área A; el 7,1% del Área B pasa a considerarse Área A.

En total, se transferiría así un 13% del Área C. El Área B aumentaría en un 13% y el Área A en un 14%.
Si se hubiese implementado el Memorando de Wye River, el Área C se habría reducido del 74% al 61% aproximadamente. El Artículo I, sin embargo, determinó que el 3% del Área B sería designada como Reservas Naturales con pleno control israelí, lo que significaba que los palestinos no tendrían libre acceso a ella ni podrían construir nuevas edificaciones en ella. Este aspecto fue el resultado de un malentendido del primer ministro Netanyahu con respecto al "resultado final" de la retirada territorial israelí. Netanyahu le había dicho al negociador estadounidense Dennis Ross que podía llegar a ceder territorio hasta el "teen" más bajo, y Ross persuadió al presidente Arafat para que aceptase la cifra del 13%. Más tarde, Netanyahu insistió en que se refería a una retirada del 11%, por lo que Ross planteó la idea de utilizar las reservas naturales para salvar esta diferencia entre el 11% y el 13% del territorio.

## Seguridad
En las disposiciones sobre asuntos de seguridad del Acuerdo Interino, la parte palestina acordó tomar todas las medidas necesarias para evitar actos de terrorismo, delincuencia y otras hostilidades dirigidas contra la parte israelí, contra personas que estuviesen bajo la autoridad de la parte israelí y contra sus bienes, del mismo modo que la parte israelí acordó tomar todas las medidas necesarias para prevenir actos de terrorismo, delincuencia y otras hostilidades dirigidos contra la parte palestina, contra las personas que quedasen bajo la autoridad de la parte palestina y contra sus bienes. Las dos partes acordaron también tomar medidas legales contra los infractores dentro de su jurisdicción y evitar la incitación a la violencia por parte de cualquier organización, grupo o individuo dentro de su jurisdicción.

### A. Acciones de seguridad

#### 1. Prohibición y lucha contra las organizaciones terroristas
a) La parte palestina debía dar a conocer su política de tolerancia cero con respecto al terrorismo y a la violencia contra ambas partes.
b) Se compartiría con los EE. UU. un plan de trabajo desarrollado por la parte palestina y, a partir de ese momento, comenzaría de inmediato su implementación para garantizar el combate sistemático y efectivo contra las organizaciones terroristas y su infraestructura.
c) Además de la cooperación de seguridad bilateral palestino-israelí, un comité estadounidense-palestino se reuniría cada dos semanas para revisar los pasos que se estaban adoptando para eliminar las células terroristas y la infraestructura de apoyo que planificaba, financiaba, abastecía e incitaba al terrorismo.
d) La parte palestina detendría a individuos específicos sospechosos de perpetrar actos de violencia y terrorismo con el fin de seguir investigando, procesando y castigando a todas las personas involucradas en actos de violencia y terrorismo.
e) Un comité estadounidense-palestino se reuniría para revisar y evaluar la información pertinente a las decisiones sobre el procesamiento, las penas u otras medidas legales que afectasen al estatus de las personas sospechosas de instigar o perpetrar actos de violencia y terrororismo.

#### 2. Prohibición de armas ilegales
a) La parte palestina aseguraría la existencia de un marco jurídico eficaz para tipificar como delito, de conformidad con los acuerdos anteriores, cualquier importación, fabricación, venta, adquisición o posesión sin licencia de armas de fuego o municiones en zonas bajo jurisdicción palestina.
b) Además, la parte palestina establecería e implementaría enérgicamente y de manera continuada un programa sistemático para la recogida y el procesamiento apropiado de todos esas armas y municiones ilegales según los acuerdos anteriores. Estados Unidos aceptó colaborar en la ejecución de este programa.
c) Se establecería un comité estadounidense-palestino-israelí para ayudar y mejorar la cooperación en la prevención del contrabando u otra introducción no autorizada de armas o materiales explosivos en áreas bajo jurisdicción palestina.

#### 3. Prevención de la incitación a la violencia
a) La parte palestina emitiría un decreto que prohibiría todas las formas de incitación a la violencia o al terrorismo y establecería mecanismos para actuar sistemáticamente contra todas las expresiones o amenazas de violencia o terrorismo. Este decreto sería comparable a la legislación israelí existente con respecto al mismo aspecto.
b) Un comité estadounidense-palestino-israelí se reuniría regularmente para vigilar los casos de posible incitación a la violencia o al terrorismo y para hacer recomendaciones e informes sobre cómo evitar dicha incitación. Para el comité, las partes israelí, palestina y estadounidense nombrarían cada una a un especialista en medios de comunicación, un representante de las fuerzas de seguridad, un especialista en educación y un parlamentario electo, bien ejerciendo en ese momento, bien retirado.

### B. Cooperación en materia de seguridad
Las dos partes acordaron que su cooperación en materia de seguridad se basaría en un espíritu de colaboración e incluiría, entre otras cosas, los siguientes pasos:

#### 1. Cooperación bilateral
Habría una plena cooperación bilateral en materia de seguridad entre las dos partes que sería continua, intensiva y completa.

#### 2. Cooperación forense
Habría un intercambio de conocimientos, entrenamientos y otros tipos de asistencia forense.

#### 3. Comité trilateral
Además de la cooperación de seguridad bilateral palestina-israelí, un comité estadounidense-palestino-israelí de alto rango se reuniría cuando fuese necesario y no menos de dos veces por semana para evaluar las eventuales amenazas, hacer frente a cualquier impedimento para la cooperación y coordinación de seguridad efectiva y abordar los pasos que se estuviesen adoptando para combatir al terrorismo y a las organizaciones terroristas.

### C. Otros asuntos de seguridad

#### 1. Policía palestina
a) La parte palestina proporcionaría una lista de sus policías a la parte israelí de conformidad con los acuerdos anteriores.
b) Si la parte palestina solicitase asistencia técnica, Estados Unidos indicó su voluntad de ayudar a satisfacer dichas necesidades en cooperación con otros donantes.
c) El Comité de Supervisión y Dirección, como parte de sus funciones, supervisaría la implementación de esta disposición e informaría a los Estados Unidos.

#### 2. Estatutos de la Organización para la Liberación de Palestina
El Comité Ejecutivo de la Organización para la Liberación de Palestina y el Consejo Central Palestino deberían reafirmar la carta del 22 de enero de 1998 del presidente de la OLP, Yasir Arafat, al presidente estadounidense, Bill Clinton, sobre la anulación de las disposiciones de los Estatutos Nacionales Palestinos que eran incompatibles con las cartas intercambiadas entre la OLP y el gobierno de Israel del 9 al 10 de septiembre de 1993.

#### 3. Asistencia legal en asuntos penales
Entre otras formas de asistencia jurídica en materia penal, hubo solicitudes de detención y traslado de sospechosos y acusados. Las partes habían pedido a Estados Unidos que informara periódicamente sobre las medidas que se estaban adoptando para responder a dichas solicitudes.

#### 4. Derechos humanos y Estado de derecho
Se aceptarían normas compatibles con los derechos humanos y el Estado de derecho, y se guiarían por la necesidad de proteger a la ciudadanía, respetar la dignidad humana y evitar el acoso.

## Aspectos económicos
1. Las partes israelí y palestina reafirmaron su compromiso de mejorar su relación y coincidieron en la necesidad de promocionar activamente el desarrollo económico de Cisjordania y la Franja de Gaza.[1]
2. Las partes israelí y palestina llegaron a acuerdos que permitirían la eventual apertura del polígono industrial de Gaza.[1]
3. Ambas partes deberían haber renovado inmediatamente las negociaciones sobre un Paso Seguro que conectase la Franja de Gaza con Cisjordania. Continuarían las negociaciones sobre la ruta norte con el objetivo de llegar a un acuerdo lo antes posible.[1]
4. Las partes israelí y palestina reconocieron la gran importancia del Puerto de Gaza para el desarrollo de la economía palestina y la expansión del comercio palestino.[1]
5. Las dos partes reconocieron que los asuntos legales no resueltos dañaban la relación entre ambos pueblos.[1]
6. Las partes israelí y palestina también debían iniciar un diálogo económico estratégico para mejorar su relación económica.[1]
7. Las dos partes coincidieron en la importancia de una ayuda continua de los donantes internacionales para ayudar a ambas partes a implementar los acuerdos.[1]

## Negociaciones sobre el estatus permanente
Las dos partes reanudarían y acelerarían de inmediato las negociaciones sobre el estatus permanente, y harían un esfuerzo decidido para lograr el objetivo común de llegar a un acuerdo antes del 4 de mayo de 1999.

## Acciones unilaterales
Reconociendo la necesidad de crear un ambiente positivo para las negociaciones, ninguna de las partes debía iniciar o dar ningún paso que cambiase el statu quo de Cisjordania y la Franja de Gaza, de conformidad con el Acuerdo de Oslo II.

## Impacto político en Israel
El Memorando de Wye River fue muy popular en Israel, donde el 74% de sus habitantes apoyaban el acuerdo según las encuestas de principios de noviembre. Sin embargo, el primer ministro Netanyahu sintió presiones dentro de su propio partido, el Likud, y retrasó la votación del gabinete de gobierno mientras buscaba garantías públicas de la administración Clinton sobre la implementación del acuerdo de Wye River. En lugar de unirse a un gobierno de unidad nacional con el líder de la oposición Ehud Barak, Netanyahu trató de calmar a la línea dura del Likud deteniendo la implementación de Wye River a principios de diciembre, escudándose en los enfrentamientos entre manifestantes palestinos y soldados israelíes. La oposición a las políticas de Netanyahu por parte del Partido Laborista de Barak y del ala derecha del Likud desembocó en una moción de censura contra su gobierno que llevó a las elecciones generales de mayo de 1999, en las que Barak saldría victorioso y se comprometería a continuar el proceso de paz palestino-israelí.